# نشانه‌های زندگی
نشانه‌های زندگی اولین آلبوم گروه آلترنیتیو راک فنلاندی، پوئتز آو د فال (به انگلیسی: Poets of the Fall) است که در سال ۲۰۰۵ منتشر شده. در این آلبوم که ترانه‌های "Lift" و «Late Goodbye» که به ترتیب در یک برنامه کامپیوتری و در بازی مکس پین ۲: سقوط مکس پین به عنوان موسیقی تیتراژ پایانی استفاده شد. از این رو برای تمام کسانی که این بازی را بازی کرده‌اند آشناست.این آلبوم جوایز زیادی دریافت کرد و به سرعت به صدر جدول فروش رسید و تا یک سال بعد در ۴۰ آلبوم پر فروش ماند. همچنین این آلبوم موفق به دریافت جایزه فروش پلاتین شد.

## فهرست آهنگ‌ها
۱- Lift
۲- Overboard
۳- Late Goodbye (Theme From Max Payne 2)
۴- Don't Mess With Me
۵- ۳ AM
۶- Stay
۷- Seek You Out
۸- Shallow
۹- Everything Fades
۱۰- Someone Special
۱۱- Illusion & Dream
۱۲- Sleep

## تک آهنگ‌ها
۲- Late Goodbye

## نماهنگ‌ها
۲- Late Goodbye